# Liste der Baudenkmäler in Bindlach
Auf dieser Seite sind die Baudenkmäler in der oberfränkischen Gemeinde Bindlach zusammengestellt. Diese Tabelle ist eine Teilliste der Liste der Baudenkmäler in Bayern. Grundlage ist die Bayerische Denkmalliste, die auf Basis des Bayerischen Denkmalschutzgesetzes vom 1. Oktober 1973 erstmals erstellt wurde und seither durch das Bayerische Landesamt für Denkmalpflege geführt wird. Die folgenden Angaben ersetzen nicht die rechtsverbindliche Auskunft der Denkmalschutzbehörde.
 Diese Liste gibt den Fortschreibungsstand vom 2. Oktober 2014 wieder und enthält 30 Baudenkmäler.

## Baudenkmäler nach Gemeindeteilen

### Bindlach
| Lage                                             | Objekt                                                  | Beschreibung | Akten-Nr.              | Bild |
| ------------------------------------------------ | ------------------------------------------------------- | --- | ---------------------- | --- |
| Bad Bernecker Straße 1 (Standort)                | Wohnstallhaus                                           | Giebelständiger, eingeschossiger Satteldachbau, Sandsteinquadergiebel, Eckquaderung, bezeichnet „1863“ | D-4-72-119-1 Wikidata  | weitere Bilder |
| Bad Bernecker Straße 3 (Standort)                | Wohnstallhaus                                           | Giebelständiger, eingeschossiger Satteldachbau, Sandsteinquadergiebel mit Fassadendekor, bezeichnet „1846“ und „1855“ | D-4-72-119-2 Wikidata  | weitere Bilder |
| Bad Bernecker Straße 7 (Standort)                | Wohnstallhaus                                           | Giebelständiger, eingeschossiger Satteldachbau, Sandsteinquader, Giebeldekor, Zwerchhaus aus Backstein, Ende 19. Jahrhundert, bezeichnet „1852“ | D-4-72-119-3 Wikidata  | weitere Bilder |
| Bad Bernecker Straße 8 (Standort)                | Wohnstallhaus                                           | Giebelständiger, eingeschossiger Satteldachbau, Sandsteinquadergiebel, bezeichnet „1823“ | D-4-72-119-4 Wikidata  | weitere Bilder |
| Bad Bernecker Straße 9 (Standort)                | Wohnstallhaus                                           | Giebelständiger, eingeschossiger Satteldachbau, bezeichnet „1852“ | D-4-72-119-5 Wikidata  | BW |
| Bad Bernecker Straße 10 (Standort)               | Wohnstallhaus                                           | Giebelständiger, zweigeschossiger Satteldachbau, Sandsteinquadergiebel, bezeichnet „1823“, aufgestockt 1889 Gartensalettl, Holzkonstruktion mit Zeltdach, um 1900 | D-4-72-119-6 Wikidata  | weitere Bilder |
| Friedrich-Wilhelm-Raiffeisen-Straße 6 (Standort) | Ehemalige Bärenmühle, Wohnstallhaus                     | Giebelständiger, zweigeschossiger Satteldachbau, Sandsteinquader, reicher Fassadenschmuck, bezeichnet „1827“ | D-4-72-119-14 Wikidata | BW |
| Kirchplatz (auf dem Friedhof) (Standort)         | Gefallenen- und Vertriebenendenkmal                     | Hohe, halbkreisförmige Mauer aus verschiedenen Steinarten, unterhalb des Kreuzes die Namen der Gefallenen auf Tafeln, um 1950 | D-4-72-119-34 Wikidata | [[Vorlage:Bilderwunsch/code!/C:49.98262,11.61284!/D:Kirchplatz (auf dem Friedhof), Gefallenen- und Vertriebenendenkmal!/\|BW]] |
| Kirchplatz 1 (Standort)                          | Pfarrhaus                                               | Zweigeschossiger Satteldachbau mit profilierten Gewänden, 1690, an der Ostfassade drei eingelassene Grabplatten, 1700, 1683 und Mitte 18. Jahrhundert Rest der Kirchhofmauer mit Inschrifttafel von 1706 Torpfeiler mit Sandsteinmauer, 18. Jahrhundert | D-4-72-119-8 Wikidata  | weitere Bilder |
| Kirchplatz 2 (Standort)                          | Evangelisch-lutherische Pfarrkirche                     | Saalbau mit Ostturm, 1766–1769 nach Plänen von Carl Philipp von Gontard durch Rudolf Heinrich Richter erbaut; mit Ausstattung Friedhofskruzifix, neugotisches Kreuz mit vergoldetem Christus, 19. Jahrhundert Friedhofs- und Kirchhofmauer, Sandsteinpfeiler mit schmiedeeisernem Zaun, neugotisch, die nördliche Mauer aus Sandsteinquadern mit Abdeckung, 18./19. Jahrhundert | D-4-72-119-9 Wikidata  | weitere Bilder |
| Kirchplatz 3 (Standort)                          | Schulhaus und Kantorat                                  | Zweigeschossiger Halbwalmdachbau aus Sandsteinquadern, Anfang 19. Jahrhundert | D-4-72-119-10 Wikidata | weitere Bilder |
| Lehenstraße 3 (Standort)                         | Wappenrelief vom abgegangenen Schloss derer von Künßerg | Bezeichnet „1716“ | D-4-72-119-11 Wikidata | BW |
| Mittelweg 1 (Standort)                           | Wohnstallhaus                                           | Giebelständiger, zweigeschossiger Satteldachbau, Sandsteinquader, bezeichnet „1826“ | D-4-72-119-12 Wikidata | BW |
| Rathausplatz 2 (Standort)                        | Wohnstallhaus                                           | Eingeschossiger Satteldachbau mit Zwerchhaus, Sandsteinquader, im Giebel und am Zwerchhaus Fensterschürzen, bezeichnet „1823“ und „1825“ Einfriedung mit Torpfeilern und Mauer | D-4-72-119-15 Wikidata | weitere Bilder |

### Benk
| Lage                              | Objekt                              | Beschreibung | Akten-Nr.              | Bild           |
| --------------------------------- | ----------------------------------- | --- | ---------------------- | -------------- |
| Hans-Raithel-Straße 23 (Standort) | Einhemmstelle                       | Runder Sandsteinpfeiler mit Darstellung eines Hemmschuhs, Ende 18. Jahrhundert | D-4-72-119-24 Wikidata | BW             |
| Hans-Raithel-Straße 45 (Standort) | Pfarrhaus                           | Zweigeschossiger Walmdachbau aus Sandsteinquadern, 1779 | D-4-72-119-17 Wikidata | BW             |
| Kirchenring 9 (Standort)          | Evangelisch-lutherische Pfarrkirche | Saalbau mit Walmdach, Chorturm mit Haube und Laterne, 1741–1748 nach Plänen von Johann Georg Weiß, die Portalentwürfe von Johann Georg Hofmann; mit Ausstattung Friedhofsmauer mit Votivbild, 1444 Torhaus, bezeichnet „1703“ | D-4-72-119-16 Wikidata | weitere Bilder |
| Schwalbenbergfelder (Standort)    | Steinkreuz, sogenannter Ritterstein | Sandstein, vorderseitig Relief des hier zu Tode gekommenen Ritters, versetzt aus der Gemeinde Ramsenthal, um 1600 | D-4-72-119-23 Wikidata | weitere Bilder |

### Bremermühle
| Lage                     | Objekt      | Beschreibung                                                                                          | Akten-Nr.              | Bild        |
| ------------------------ | ----------- | --- | ---------------------- | ----------- |
| Bremermühle 1 (Standort) | Bremermühle | Eingeschossiger Satteldachbau mit Zwerchdach, Sandsteinquader, bezeichnet „1857“ Gartenlaube, um 1900 | D-4-72-119-27 Wikidata | Bremermühle |

### Deps
| Lage                  | Objekt         | Beschreibung                                                         | Akten-Nr.              | Bild |
| --------------------- | -------------- | -------------------------------------------------------------------- | ---------------------- | ---- |
| Bergfelder (Standort) | Kilometerstein | Sandstein, mit Entfernungsangaben nach Berneck und Bayreuth, um 1870 | D-4-72-119-31 Wikidata | BW   |

### Crottendorf
| Lage                                                                                              | Objekt     | Beschreibung                                                                               | Akten-Nr.     | Bild |
| ------------------------------------------------------------------------------------------------- | ---------- | ------------------------------------------------------------------------------------------ | ------------- | ---- |
| Bahnlinie Weiden - Neuenmarkt-Wirsberg; Bahnstrecke 5051 (Weiden - NeuenmarktWirsberg) (Standort) | Bahnbrücke | einbogig-segmentbogige Eisenbahnüberführung über die Trebgast, 1862/63; bei Bahn-km 63,914 | D-4-72-119-36 | BW   |

### Eckershof
| Lage                   | Objekt       | Beschreibung                                                                                              | Akten-Nr.              | Bild |
| ---------------------- | ------------ | --- | ---------------------- | ---- |
| Eckershof 5 (Standort) | Taubenschlag | Auf Sandsteinsäule mit Kreuzdach, Gartenlaube, Holzkonstruktion mit Satteldach im Schweizer Stil, um 1900 | D-4-72-119-25 Wikidata | BW   |

### Euben
| Lage                | Objekt         | Beschreibung | Akten-Nr.              | Bild |
| ------------------- | -------------- | --- | ---------------------- | ---- |
| In Euben (Standort) | Kriegerdenkmal | Halbkreisförmige Anlage mit umlaufender Sitzbank, mittig drei Steintafeln mit den Namen der Gefallenen, mit eisernem Kreuz, Granit, um 1920 | D-4-72-119-35 Wikidata | BW   |

### Forkenhof
| Lage                | Objekt    | Beschreibung | Akten-Nr.              | Bild      |
| ------------------- | --------- | --- | ---------------------- | --------- |
| Theta 28 (Standort) | Forkenhof | Wohnstallhaus, zweigeschossiger Sandsteinquaderbau mit Halbwalmdach und Walmdach, straßenseitig Obergeschoss Fachwerk, am Giebel Fensterschürzen, bezeichnet mit „1850“ | D-4-72-119-20 Wikidata | Forkenhof |

### Haselhof
| Lage                  | Objekt        | Beschreibung                                                                       | Akten-Nr.              | Bild |
| --------------------- | ------------- | ---------------------------------------------------------------------------------- | ---------------------- | ---- |
| Haselhof 2 (Standort) | Wohnstallhaus | Eingeschossiger Satteldachbau, Sandsteinquader, mit Giebeldekor, bezeichnet „1856“ | D-4-72-119-18 Wikidata | BW   |

### Obergräfenthal
| Lage                        | Objekt        | Beschreibung                                                                                  | Akten-Nr.              | Bild |
| --------------------------- | ------------- | --------------------------------------------------------------------------------------------- | ---------------------- | ---- |
| Obergräfenthal 4 (Standort) | Wohnstallhaus | Eingeschossiger Satteldachbau, Sandsteinquader, Fensterschürzen am Giebel, bezeichnet „1845“. | D-4-72-119-29 Wikidata | BW   |

### Ramsenthal
| Lage                                                                                              | Objekt                                                             | Beschreibung | Akten-Nr.              | Bild |
| ------------------------------------------------------------------------------------------------- | ------------------------------------------------------------------ | --- | ---------------------- | ---- |
| Bahnlinie Weiden - Neuenmarkt-Wirsberg; Bahnstrecke 5051 (Weiden - NeuenmarktWirsberg) (Standort) | Bahnbrücke                                                         | einbogig-segmentbogige Eisenbahnüberführung über die Trebgast, 1862/63; bei Bahn-km 65,90                        | D-4-72-119-37          | BW   |
| Hauptstraße 3 (Standort)                                                                          | Wohnstallhaus                                                      | Eingeschossiger, giebelständiger Satteldachbau aus Sandsteinquadern, Giebeldekor, bezeichnet „1863“              | D-4-72-119-21 Wikidata | BW   |
| Hauptstraße 44 (Standort)                                                                         | Ehemaliges Schloss, ursprünglich Ansitz der Herren von Seckendorff | Zweigeschossiger, giebelständiger Walmdachbau, massiv, im Kern 17. Jahrhundert, Inschrifttafel bezeichnet „1616“ | D-4-72-119-22 Wikidata | BW   |

### Theta
| Lage                              | Objekt                                                                          | Beschreibung | Akten-Nr.              | Bild          |
| --------------------------------- | ------------------------------------------------------------------------------- | --- | ---------------------- | ------------- |
| Hochtheta 6 (Standort)            | Wohnstallhaus                                                                   | Zweigeschossiger Satteldachbau aus Sandsteinquadern mit dekorierten Fensterbrüstungen, gewölbter Stallteil, bezeichnet mit „1891“ | D-4-72-119-28 Wikidata | Wohnstallhaus |
| Theta 67, Am Forsthaus (Standort) | Ehemaliges Forsthaus, früheres Dienstgebäude eines markgräflichen Jagdschlosses | Zweigeschossiger Walmdachbau, erste Hälfte 18. Jahrhundert Nebengebäude, eingeschossiger Satteldachbau, 19. Jahrhundert Keller (im Garten) des ehemaligen Schlosses sowie Brunnenstube und Wasserleitung mit Holzrohren des 17./18. Jahrhunderts Sandstein-Torpfeiler, 18. Jahrhundert | D-4-72-119-19 Wikidata | BW            |

### Keinem Gemeindeteil zugeordnet
| Lage                         | Objekt     | Beschreibung                                                    | Akten-Nr.               | Bild |
| ---------------------------- | ---------- | --------------------------------------------------------------- | ----------------------- | ---- |
| Staatsstraße 2163 (Standort) | Grenzsäule | Zur Markierung der Stadtgrenze von Bayreuth, Sandstein, um 1939 | D-4-62-000-532 Wikidata | BW   |

## Ehemalige Baudenkmäler
In diesem Abschnitt sind Objekte aufgeführt, die früher einmal in der Denkmalliste eingetragen waren, jetzt aber nicht mehr. Objekte, die in anderem Zusammenhang also z. B. als Teil eines Baudenkmals weiter eingetragen sind, sollen hier nicht aufgeführt werden. Aktennummern in diesem Abschnitt sind ehemalige, jetzt nicht mehr gültige Aktennummern.

| Lage                      | Objekt        | Beschreibung | Akten-Nr.              | Bild |
| ------------------------- | ------------- | --- | ---------------------- | ---- |
| Euben In Euben (Standort) | Wohnstallhaus | Eingeschossiger Satteldachbau aus Sandsteinquadern mit dekorierten Fensterbrüstungen, 1834, mit Zwerchhaus, 1880 | D-4-72-119-30 Wikidata | BW   |